# Iphiaulax rogersi
Iphiaulax rogersi är en stekelart som beskrevs av Cameron 1887. Iphiaulax rogersi ingår i släktet Iphiaulax och familjen bracksteklar. Inga underarter finns listade i Catalogue of Life.